# Уругвайская война
Уругва́йская война́ (порт. Guerra do Uruguai, в уругвайской историографии Вторжение Бразилии, исп. Invasión brasileña) — вооружённый конфликт между Бразильской империей и Уругваем. 10 августа 1864 года бразильская армия пересекла границы Уругвая и начала наступление в глубь страны, завершившееся только к 20 февраля 1865 года.
Вооружённое вмешательство Бразилии происходило на некоторых частях нынешней территории Восточного Уругвая и Южной Бразилии и привело к победе бразильской армии над уругвайским правительством Атанасио Агирре и к созданию диктаторского правительства в Уругвае во главе с Венансио Флоресом. Это вскоре после окончания Уругвайской войны привело к началу нового вооружённого конфликта, оказавшегося гораздо более широкомасштабным и ожесточённым.

## Предыстория: гражданская война в Уругвае

### Борьба между «бланкос» и «колорадос»

Лаплатская низменность в 1864 году. Штриховкой отмечены спорные территории

С момента образования в 1828 году Восточная Республика Уругвай стала ареной борьбы двух сил — «Национальной партии», чьих членов часто называют «бланкос», и «Партии Колорадо», чьих членов часто называют «колорадос». Официально являясь партиями, они не были ими в современном понимании этого слова, а являлись скорее военизированными фракциями, каждая из которых поднимала восстание всякий раз, когда второй удавалось взять большинство в национальном парламенте. Вся страна была разделена на сторонников той или иной группы. В 1830-е годы возникли партизанские отряды, которые сражались на стороне группировок. Они работали по принципу «патрон-клиент», который поддерживался местными каудильо в городах и сельской местности. Вместо объединения, основанного на гордости за нацию и общих национальных чувствах, каждая из них вела борьбу за свои, отличающиеся от остальных идеалы.
Уругвай имел очень низкую плотность населения, а его правительство было крайне слабым. Рядовые граждане были вынуждены искать защиты у каудильо, землевладельцев, каждый из которых был сторонником той или иной партии. В обмен на защиту, они использовали своих работников, в основном конников гаучо в качестве солдат, создавая частные армии. Такая политика привела ко всё растущему отчуждению между сторонниками фракций. Гражданские войны между фракциями были жестокими и непрекращающимися. В ходе набегов на территорию противника гаучо захватывали землю, скот и устраивали показательные казни. Эти действия, как и политическая обстановка в стране сделали примирение враждующих сторон немыслимым. Европейские иммигранты, которые прибывали в большом количестве на протяжении всего XIX века, были втянуты в борьбу на стороне той или иной политической силы. Обе партии имели либеральное и консервативное крыло, а поэтому социально-политические взгляды новоприбывших могли быть согласованы с любой из них. Эта вражда препятствовала развитию центральной администрации, которая заручилась бы широкой поддержкой населения.

### Освободительный поход 1863 года

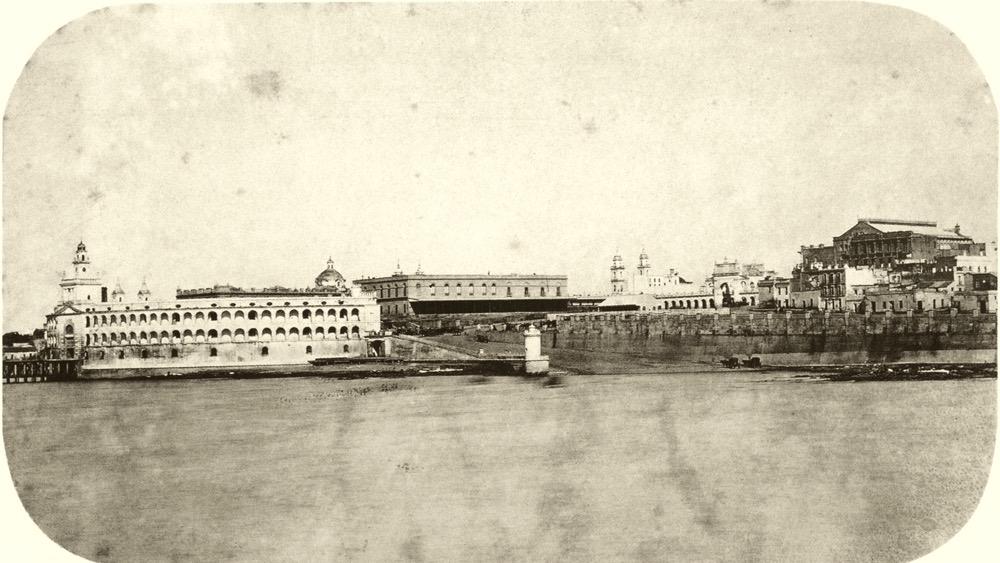
Буэнос-Айрес, столица Аргентинской республики. 1864 год

Во второй половине 1850-х лидеры обеих фракций предприняли попытку примирения. С одобрения многих членов обеих группировок были предприняты усилия по реализации политики «слияния», которая принесла свои плоды в правительственной и военной сферах, получившей название «фузионизм». Однако попытка преодолеть раскол окончилась неудачей в 1858 году, когда реакционеры из «колорадцев» отвергли эту схему. Восстание подавил Габриэль Антонио Перейра, бывший руководитель партии «Колорадо» в частности и Уругвая в целом при совместном правительстве. Мятежных лидеров казнили в Пасо-де-Кинтерос на берегу Рио-Негро, что вызвало новый конфликт. Педейра заподозрили в том, что он является «коллаборационистом» от «Национальной партии», преследуя при этом свои цели, и в рядах партии «Колорадо» родились призывы к мести за «мучеников Кинтероса». Первоначально центральному правительству удалось подавить несколько менее значительных восстаний членов партии «Колорадо» и в конце концов выслать из страны многих из тех, кого он считал противником «фузионизма». Их лидер — бригадный генерал Венансио Флорес, каудильо, который поначалу сам был сторонником фузионизма, решил обратиться к Аргентине с просьбой об интервенции.

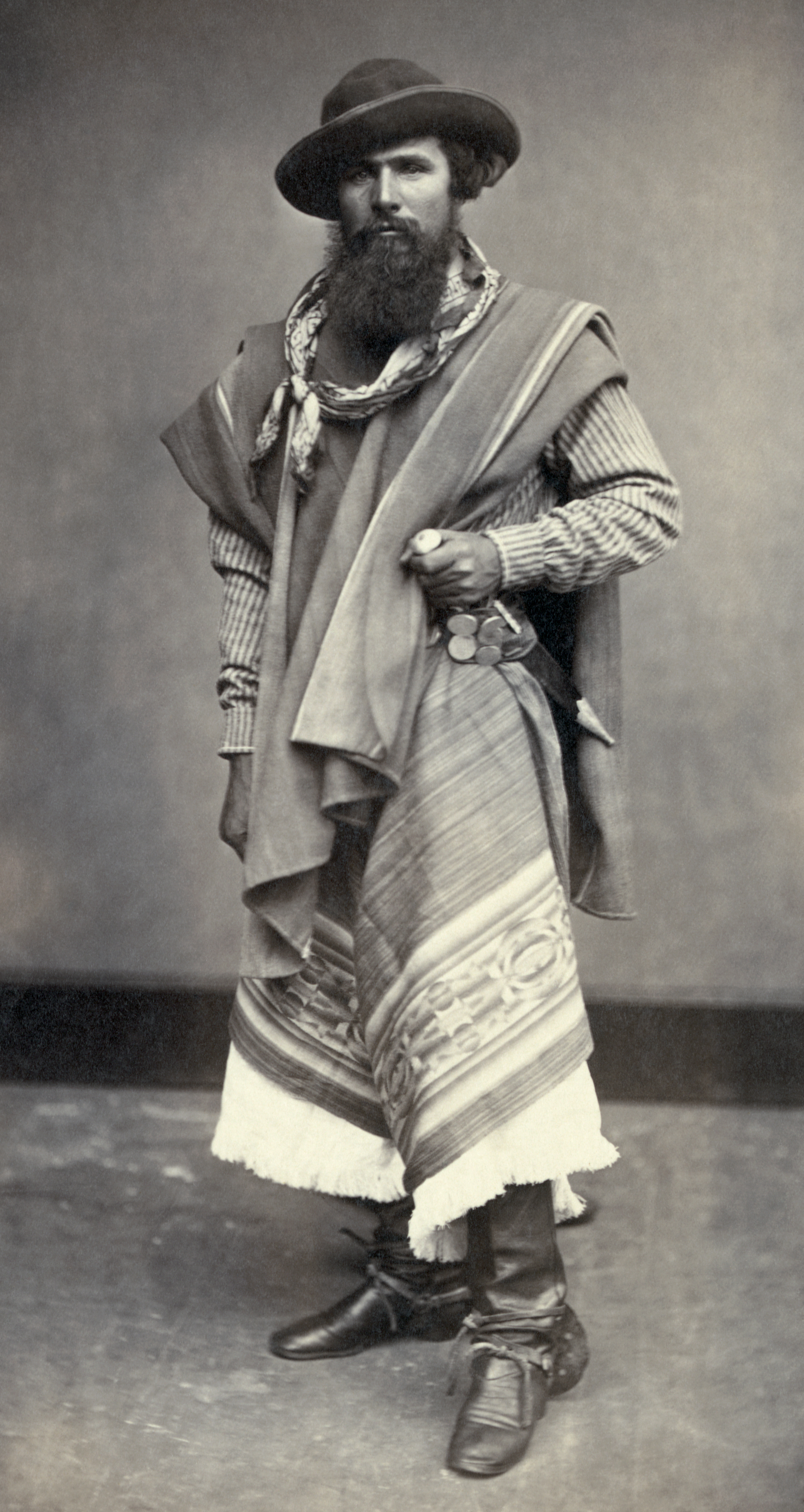
Представитель социальной группы гаучо, которые составляли основную силу в армии местных каудильо

После падения единоличного диктатора Хуана Мануэля де Росаса Аргентина была расколота на несколько лагерей: между собой за власть на территории бывшей республики боролись Аргентинская конфедерация и Государство Буэнос-Айрес. Флорес договорился с военным министром Буэнос-Айреса Бартоломе Митре, что «колорадос» поддержат Буэнос-Айрес, а он в ответ поможет «колорадос» разбить правительственные войска фузионистов и захватить Монтевидео. Флорес служил Бартломе «с неистовой решимостью». В 1861 году поддержка «колорадос» помогла Буэнос-Айресу победить в битве при Павоне, что способствовало разгрому Аргентинской конфедерации и объединению страны под властью Буэнос-Айреса.
В мае-июне 1863 года Митре выполнил свою часть соглашения. В соединения «колорадос» вступили аргентинские волонтёры, которые получили снабжение и были доставлены в Уругвай на аргентинских гражданских и торгово-транспортных судах, а аргентинский военный флот не дал уругвайскому флоту воспрепятствовать этому. Оказавшись на родной земле, Флорес призвал к свержению действующего правительства, возглавляемого Бернандо Берро, обвинив его в том, что он, фактически, проводит политику «бланкос», и начал «Освободительный крестовый поход», как он сам назвал своё восстание, к которому присоединились многие «колорадос» из сельской местности.

## Кризис на международном уровне

### Связи между «бланкос» и Парагваем
Несмотря на то, что «колорадос» присоединились к восстанию Флореса, Национальная гвардия осталась на стороне фузионистского правительства, а её потери восполняли партизаны из числа сторонников «бланкос». Они же заменили армейских офицеров, которые дезертировали из армии Флореса. На помощь правительственным силам пришли и аргентинские федералисты, проигравшие у себя на родине борьбу с Митре. Хотя Митре и отрицал свою причастность к гражданской войне в Уругвае, его поддержка Флореса не была секретом для врагов Флореса, что привело к значительному ухудшению отношений между странами. Они были готовы объявить друг другу войну, но их останавливало то, что ни одна из стран финансово и политически не могла позволить себе прямой военный конфликт. В Аргентине только недавно окончилась длительная гражданская война и ещё не были подавлены остатки сопротивления в провинции Ла-Риоха. Уругвай же был слишком слаб в военном отношении и не мог вести войну без посторонней помощи.
Начиная с 1862 года «бланкос» пытались заключить альянс с Парагваем, которым управлял диктатор Карлос Антонио Лопес, благодаря которому они смогли бы продвигать свои интересы по всему региону. Но Лопес старался не втягивать свою страну в какие-либо союзы. Однако, когда после смерти диктатора Парагвай возглавил его сын Франсиско Солано Лопес, ситуация изменилась. Младший Лопес полагал, что Аргентина намерена аннексировать Парагвай и Уругвай и восстановить границы испанского вице-королевства Рио-де-ла-Плата, в состав которого когда-то входили территории всех трёх стран. В конце 1863 года Солано мобилизовал армию и договорился с Хусто Хосе де Уркиса — лидером аргентинских федералистов — о присоединении его сил к парагвайско-уругвайскому альянсу.

### Роль Бразильской империи

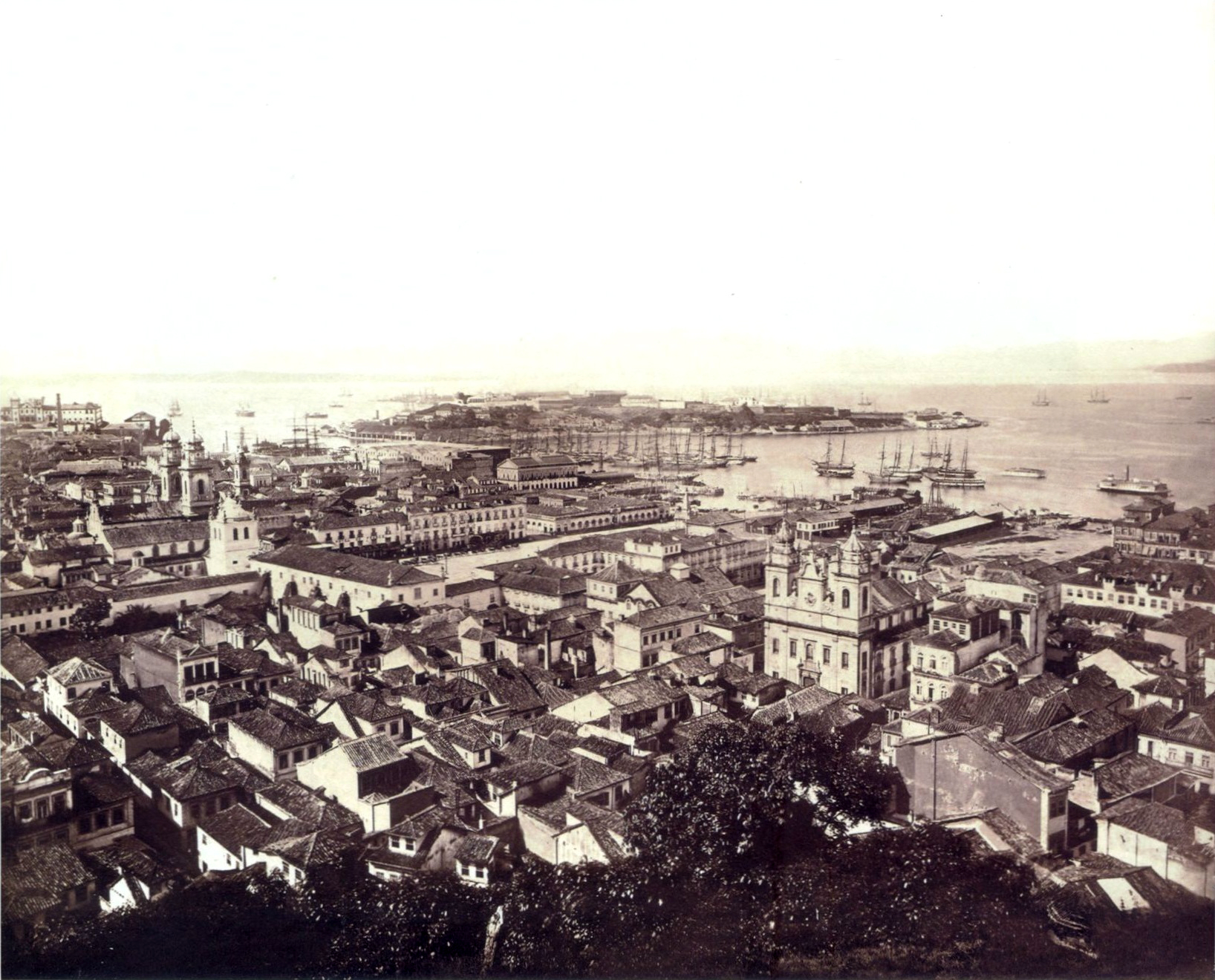
Рио-де-Жанейро, столица Бразильской Империи. 1865 год

Император Бразилии Педру II пристально следил за развитием ситуации в Уругвае. У него были свои интересы в регионе Рио де ла Плата, который был жизненно необходим империи. После падения диктатуры Росаса в 1852 году, Бразилия укрепила своё положение как доминирующей державы на континенте. Внешняя политика императора заключалась в скрытой помощи оппозиционным группировкам как в Уругвае, так и в Аргентине с целью предотвращения появления сильных правительств, способных поставить текущее положение дел под угрозу. Бразильские коммерческие предприятия имели в регионе свои филиалы, укрепляя экономические связи между странами Рио де ла Плата. В Уругвае банк, которым управлял Иринеу Эванжелиста ди Соза, барон, а затем виконт Мауа стал настолько активно участвовать в международных сделках, что вся экономика зависела от этого непрерывного потока капитала.
Около 18 % населения Уругвая (40 тысяч человек) говорило на португальском, и считало себя скорее бразильцами, нежели уругвайцами. Под знамёнами Флореса воевало много бразильцев, поскольку многие из тех, кто жил на уругвайско-бразильской границе, были недовольны попытками правительства укрепить пограничный режим с постоянными войнами, сражениями и грабежами, препятствующий их трансграничным торговым интересам, и потому поддерживали Флореса. Президент Уругвая попытался обложить налогом скот, прибывающий из Риу-Гранди-ду-Сул, и ввести ограничения на использование бразильских рабов на территории Уругвая, поскольку рабство было объявлено в стране вне закона за много лет до этого.
В числе бразильских землевладельцев, поддерживающих Флореса, были Давид Канабарро и Антониу ди Соза Нету — бывшие участники революции Фарропилья и союзники Флореса. Канабарро, будучи командиром пограничников, ввёл в заблуждение правительство своей страны, отрицая, что бразильцы под его началом пересекали границу и участвовали в боевых действиях. Соза Нету отправился в бразильскую столицу и потребовал немедленного вмешательства в уругвайские дела, заявляя, что уругвайцы убивают бразильцев и грабят их ранчо. Заявления Соза Нету не были приняты всерьёз, хотя он и имел связи с правящей империей политической партией. Кризис в Уругвае наступил в очень трудный для Бразилии момент: она в этот момент находилась на грани полномасштабной войны с Британской империей и никак не могла повлиять на развитие отношений с «Туманным Альбионом». Но именно поэтому бразильское правительство решило вторгнуться в Уругвай, чтобы не демонстрировать слабость перед угрозой войны с Британией. Оно полагало, что будет куда лучше взять ситуацию в свои руки нежели «пустить всё на самотёк».

## Первые столкновения

### Бразильский ультиматум

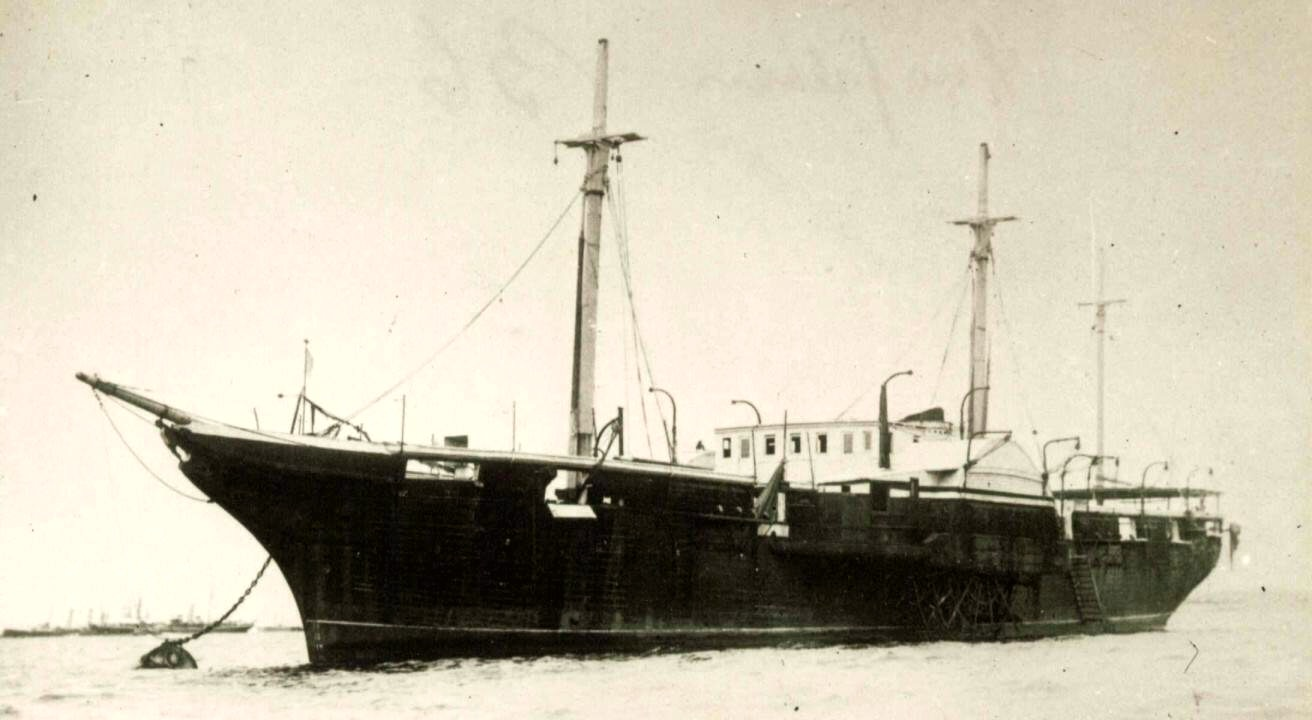
Паровой фрегат Amazonas, часть Военно-морских сил Бразильской империи в годы войны

1 марта 1864 года истёк президентский срок Бернардо Берро. Гражданская война не дала возможности провести выборы, поэтому временно исполняющим обязанности президента Уругвая стал председатель Сената и член радикального крыла «бланкос» Атанасио Агирре. В апреле 1864 года чрезвычайным и полномочным послом Бразилии в Уругвае стал Жосе Антониу Сарайва, чьей задачей было как можно быстрее достичь соглашения, обеспечивающего безопасность бразильских граждан и урегулирование претензий империи. Единственную возможность для этого он видел в прекращении гражданской войны путём договорённости между враждующими сторонами.
Правительство в Монтевидео, имея поддержку от Парагвая, поначалу не желало идти на соглашение с противниками в войне. Имея поддержку Парагвая, оно не видело необходимости в ведении переговоров или в выполнении требований Бразильской империи. По словам историка Джерри Ниделла, президент не желал решать эти проблемы, поскольку бразильцы оставались союзниками Флореса, человека, который стремился свергнуть его. Взаимная вражда между Бразилией и её латиноамериканскими соседями во многом была следствием напряжённого недоверия между государствами Пиренейского полуострова, Испанией и Португалией, чьими колониями они были и вражда между которыми «досталась им по наследству». Бразилия и Уругвай в открытую ненавидели друг друга. Как выразился шотландский историк Роберт Б. К. Грэм, «бразильцы считают уругвайцев кровожадными дикарями, а уругвайцы выражали откровенное презрение манерам бразильцев, которых они называли обезьянами и смотрели на них свысока из-за их смешанной крови».
Агирре также не доверял Бразилии, так как ряд бразильцев сражался на стороне Флореса. Но в июле 1864 года уругвайское правительство согласилось на переговоры при участии посредников от Бразилии, Аргентины и Великобритании. Поначалу переговоры казались многообещающими, но затем зашли в тупик. 4 августа, видя, что уругвайское правительство не желает идти на соглашение, Сарайва предъявил ультиматум, который был отвергнут. 10 августа Сарайва проинформировал Агирре, что бразильские военные командующие получат приказ «нанести ответный удар», что ознаменовало собой начало войны.

### Альянс бразильцев и «колорадос»
Бразильский флот в составе одного парового фрегата, шести паровых корветов и пяти паровых канонерок стоял в уругвайских территориальных водах; командовал им вице-адмирал Жуакин Маркес Лисбон. 11 августа 1864 года Лисбон, назначенный главнокомандующим всеми военно-морскими и сухопутными силами в войне, получил приказ от Сарайвы о начале операций против уругвайцев. Бразильские военные корабли были переброшены в уругвайские города Сальто, Пайсанду и Мальдонадо якобы для защиты бразильских подданных, которые находились в стране. Их реальной задачей была нейтрализация двух уругвайских пароходов, «Вилла дель Сальто» и «Генерал Артигас», которые были единственными боевыми кораблями уругвайского флота. Требованию оставаться в доках и не выходить в открытое море подчинился только «Артигас».

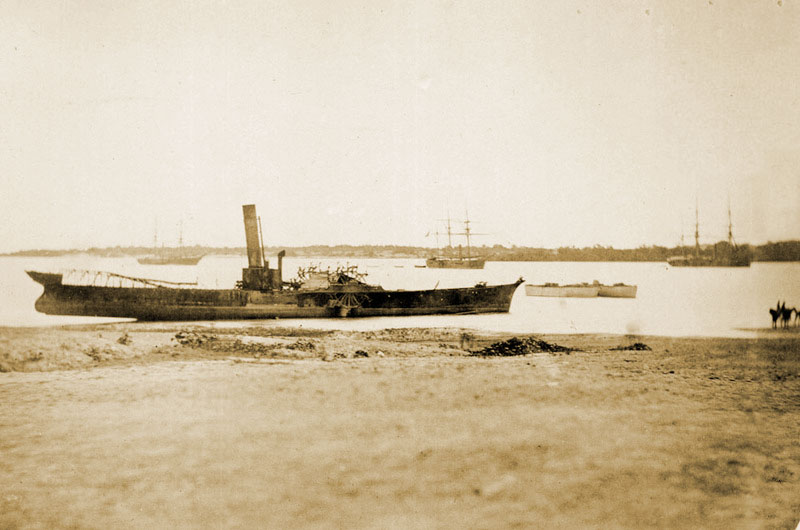
Уругвайский пароход «Villa del Salto», сожжённый своей командой. На заднем плане — вероятно, бразильские корабли

Лисбон создал отдельную военно-морскую группу во главе с Франсишку Перейра Пинту из канонерки и двух корветов. Эта группировка была направлена на патрулирование реки Уругвай, притока Рио де ла Платы. 24 августа Перейра Пинту заметил «Виллу дель Сальто», который конвоировал транспорты с войсками, отправленными воевать против «колорадос». Пароход проигнорировал предупредительные выстрелы и требование о сдаче. Вместо этого он предпочёл обратится в паническое бегство от бразильских кораблей, уйдя в аргентинские воды. Первая стычка вынудила уругвайское правительство 30 августа прервать все дипломатические переговоры с бразильцами. 7 сентября Перейра Пинту опять увидел «Вилла дель Сальто», идущий из Сальто в Пайсанду. Два бразильских корвета атаковали уругвайский корабль, вновь попытавшийся укрыться в аргентинских водах. Он сел на мель в районе Пайсанду и был сожжён командой, чтобы избежать попадания в руки бразильцев. «Генерал Агригас» всё это время оставался в доке, и, чтобы он не достался бразильцам после захвата порта, правительство Уругвая продало его.
Бразильские действия против правительства «бланкос» для Флореса стали уникальным шансом прийти к победе, поскольку ему не удавалось добиться в своей борьбе хоть сколько-нибудь значимых успехов. Он вступил в переговоры с Сарайвой и пообещал в случае прихода к власти удовлетворить все бразильские требования, которое отклонило правительство «Национальной партии». Бразильский полномочный министр дал вице-адмиралу Лисбону инструкцию действовать совместно с лидером «колорадос» и помочь ему свергнуть его. 20 сентября, после интенсивного обмена письмами, Флорес и Лисбон заключили секретный союз.

## Совместное наступление бразильцев и «колорадос»

### Осада уругвайских городов

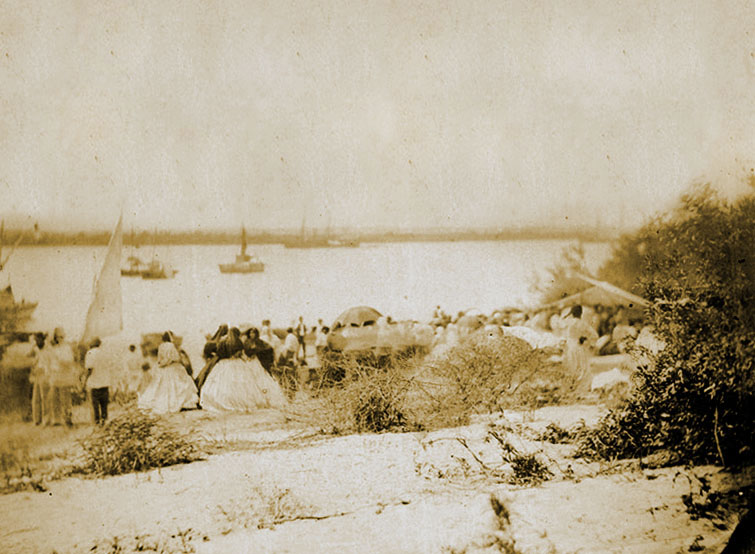
Гражданские лица покидают Пайсанду во время осады, 1864 год

Предполагалось, что бразильский флот будет действовать в Уругвае совместно с бразильскими сухопутными силами. Однако проходил месяц за месяцем, а «Южная армия» (до ультиматума называвшаяся «Дивизией наблюдения»), размещённая в Пирай-Гранде (провинция Риу-Гранди-ду-Сул), всё ещё не была готова вступить на уругвайскую территорию. Её основными целями было занятие Пайсанду, Сальто и Мело; после взятия командир армии должен был передать эти города Флоресу и его «колорадос».
12 октября от основной армии отделилась бригада под командованием Жозе Луиса Мены Баррето. Два дня спустя она пересекла границу в районе бразильского города Жагуаран и вступила на территорию уругвайского департамента Серро-Ларго. Так как мелкие стычки не замедлили её продвижения, «бланкос» оставили Мело, и 16 октября бразильцы без боя заняли его столицу. Передав Мело «колорадос», 24 октября бразильцы вернулись к основным силам.
Следующей бразильской целью стал Сальто. Перейра Пинту отправил для его блокады две канонерки под командованием первого лейтенанта Хоакима Хосе Пинту. 24 ноября Флорес со своими войсками прибыл на место и начал осаду города. 28 ноября командующий гарнизоном Салто полковник Хосе Паломеке сдался практически без единого выстрела. Флоресу досталось 4 пушки, 250 человек были взяты в плен. Для оккупации Сальто он оставил 300 «колорадос» и 150 бразильцев.
Пайсанду уже был блокирован Перейрой Пинту. Вице-адмирал Лисбоа, до этого находившийся в Буэнос-Айресе, с 3 декабря возглавил блокаду, приведя корвет и 4 канонерки. Пайсанду обороняли 1274 человека гарнизона при 15 пушках под командованием полковника Леандро Гомеса. Флорес привёл от Сальто 3000 человек (в основном кавалеристов). Осаждать Пайсанду стало 800 «колорадос» с 7 пушками и 660 бразильцев. Гомес отклонил предложение сдаться, и с 6 по 8 декабря бразильцы и «колорадос» попытались взять город штурмом, но безуспешно. Тогда Лисбоа и Флорес решили дождаться прибытия Южной армии. Тем временем Агирре отправил к Пайсанду генерала Хуана Саа с 3 тысячами человек и 4 пушками, вынудив бразильцев и «колорадос» временно снять осаду для борьбы с новой угрозой. Саа прекратил наступление ещё до встречи с противником и бежал на север.

### Южная армия в Пайсанду

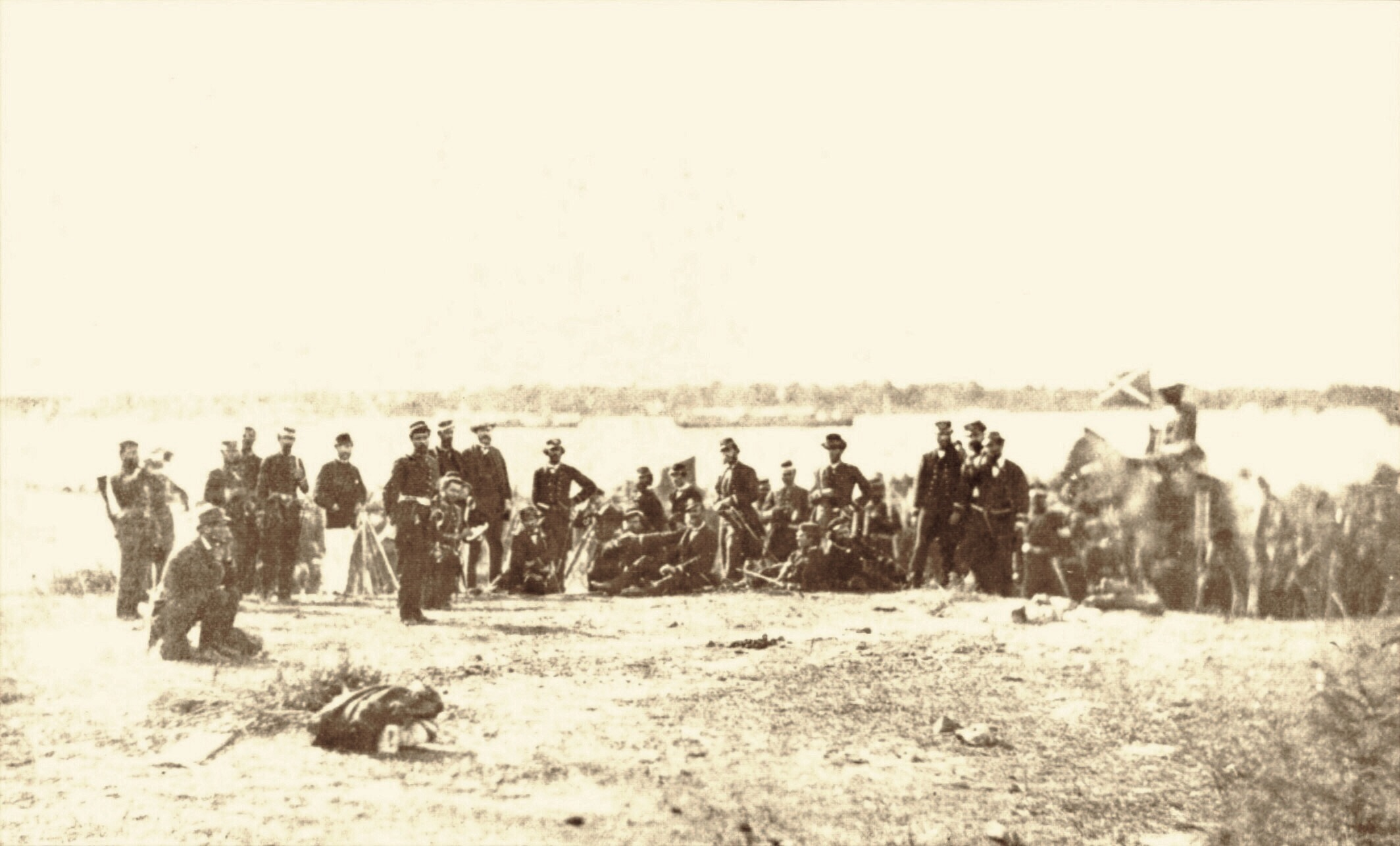
Бразильская армия на осаде Пайсанду

Первоначально Бразилия планировала в ходе данной войны показать свою силу, однако она показала лишь недостаточную готовность имперских войск к большой войне. Размещённая в Пирай-Гранде Южная армия под командованием фельдмаршала Жуана Прописиу Мена Баррету (позднее — барона Сан-Габриэлского) состояла из двух дивизий. 1-я дивизия под командованием бригадного генерала Мануэла Луиса Озорио (позднее — маркиза Эрвалского) была сформирована из регулярных армейских частей. 2-я дивизия под командованием бригадного генерала Жозе Луиша Мена Баррету (вернувшегося после атаки на Мело) была целиком укомплектована членами национальной гвардии. В общей сложности армия насчитывала 5711 человек личного состава. Все они (за исключением нескольких офицеров) были уроженцами Риу-Гранде-ду-Сул. Армия была не подготовлена к проведению осад, не имела в своём составе сапёров, осадной техники, инженеров, которые могли бы строить окопы, а её 12 пушек французского происхождения были малокалиберными и поэтому неспособными пробивать стены укреплений. Армия была плохо оснащена, в частности её бойцам не хватало даже топоров, которые необходимы для взлома дверей, возведения стен и разрушения заборов.
1 декабря, через четыре месяца после ультиматума, Южная армия вошла на уругвайскую территорию. Войска сопровождал полунезависимый отряд ополченцев численностью в 1300 человек под командованием Антониу ди Соза Нету. Объединённое войско, таким образом состоявшее из примерно 7 тысяч человек с 200 обозными телегами не встречая сопротивления проследовало по территории Уругвая на юго-запад страны к Пайсанду. Неорганизованные и малодисциплинированные, фактически бандитские отряды, из которых состояли войска как «бланкос», так и «колорадос», не шли ни в какое сравнение с бразильскими регулярными войсками. Они имели боевой опыт, но не имели ни дисциплины, ни хорошего вооружения, поскольку у них были лишь мушкеты, боласы и ножи факон. При этом огнестрельное оружие у них встречалось крайне редко, а то, что было, было обычно неисправно. Но при этом тренированность и свирепость делало их грозными противниками в ближнем бою.
29 декабря Южная армия прибыла к городу. Кавалерия расположилась в лагере в нескольких километрах от города. Тем временем Гомес обезглавил 40 пленных «колорадос» и 15 бразильцев, и выставил их головы над своими укреплениями. 31 декабря бразильцы и «колорадос» провели рекогносцировку и согласовали свои действия, а 2 января, после яростной битвы, город был взят. Бразильцы взяли в плен Гомеса и передали его «колорадос». Полковник Грегорио Суарес, членов семьи которого убил Гомес, лично расстрелял Гомеса и трёх его офицеров.

## Капитуляция «бланкос»

### Дальнейшее наступление бразильцев и «колорадос»

Маршрут, который прошла Южная Армия в ходе войны

12 ноября 1864 года, после падения Салто и до осады Пайсанду, парагвайский диктатор Солано Лопес захватил бразильский пароход «Marquês de Olinda», что привело к началу Парагвайской войны. Пока бразильская армия шла к Пайсанду, правительство страны отправило Жозе Мария да Силва Параньоса (позднее — виконта Риу-Бранку) на смену Сарайве. 2 декабря он прибыл в Буэнос-Айрес, а несколько дней спустя предложил Митре формальный союз против «бланкос». Аргентинский президент отказался, настаивая, что ни он, ни его правительство не принимали никакого участия в восстании Флореса, и что его страна останется нейтральной. 26 декабря парагвайские войска вторглись на территорию бразильской провинции Мату-Гросу, разрушив несколько небольших городов и разграбив сельскую местность.
По мере ухудшения ситуации бразильское правительство стало стягивать войска из других частей империи. 1 января 1865 года бразильская бригада, с состав которой входили два пехотных и один артиллерийский батальон общей численностью в 1700 человек, из провинции Рио-де-Жанейро высадилась в Фрай-Бентосе и оккупировала его. Там Параньос и Лисбоа встретились с Флоресом, и решили предпринять совместное наступление на Монтевидео. Агирре надеялся на вмешательство иностранных держав, но когда он 11 января обратился к дипломатическому корпусу в Монтевидео с вопросом о военной помощи ему и его правительству, положительных ответов не последовало. Аргентинцы же по-прежнему оставались в стороне от конфликта, а парагвайцам потребовалось бы слишком много времени, чтобы добраться до места вторжения. 14 января Жуан Прописиу Мена Баррету отплыл из Фрай-Бентоса с бразильской пехотой, чтобы высадиться в устье реки Санта-Лусия около Монтевидео; по пути он оккупировал город Колония-дель-Сакраменто, разместив там гарнизон из 50 солдат.
Кавалерия и артиллерия двинулись по суше, возглавляемые Озорио. Обе части армии объединились в месте высадки в устье Санта-Лусии, и Южная армия двинулась на Монтевидео. 31 января бразильцы и «колорадос» осадили уругвайскую столицу. Тем временем Параньос постарался прояснить сущность действий бразильских войск против «бланкос», и 19 января издал для дипломатического корпуса в Монтевидео ноту, в которой заявлялось, что Бразилия и Уругвай находятся в состоянии войны; до этого все бразильские операции против правительственных уругвайских сил, предпринятые с августа 1864 года, являлись с формальной точки зрения «репрессалиями». Этот расплывчатый термин бразильская дипломатия использовала всё время после предъявления ультиматума.

### Перемирие

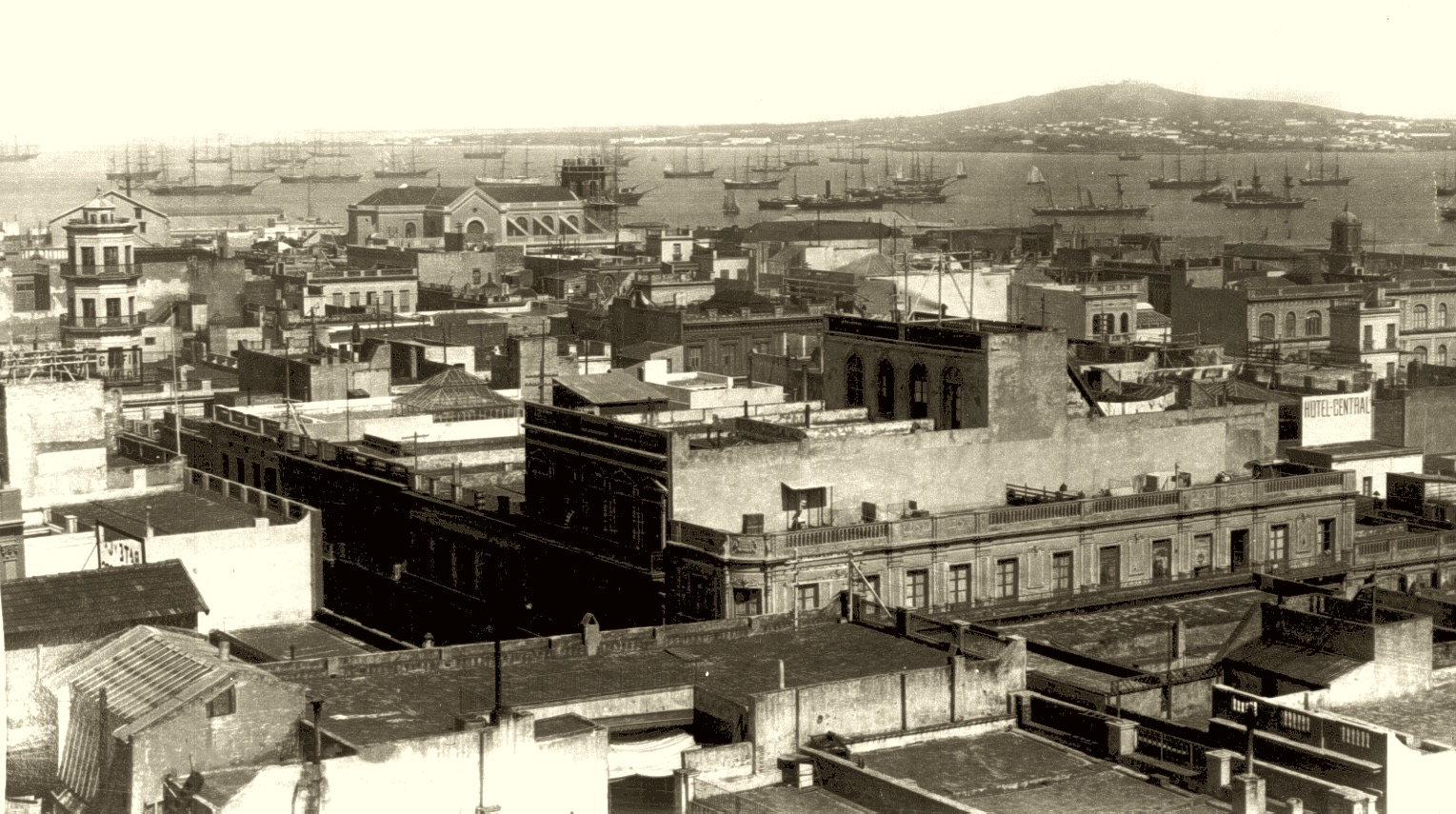
Монтевидео, столица Уругвая. 1865 год

Пытаясь отвлечь внимание Бразилии от осады столицы, уругвайское правительство приказало Авангардной армии республики Уругвай, состоящей из 1500 человек под командованием генерала Басилио Муньоса, вторгнуться в Бразилию. 27 января 1865 года Муньос перешёл границу и атаковал 500 кавалеристов из бразильской Национальной гвардии. Бразильцы отступили в Жагуаран, где к ним присоединились 90 человек из всё той же национальной гвардии, и принялись спешно возводить укрепления и рыть окопы. Для защиты города центральное правительство отправило два небольших парохода и одно крупное судно; каждый из кораблей был оснащён одним артиллерийским орудием. Уругвайцы атаковали город, но были отбиты. Муньос установил кратковременную осаду и предложил противнику сдаться, но командующий гарнизоном отказался, и 28 января Муньос отступил на территорию Уругвая, разграбив провинцию и захватив всех рабов, что смог обнаружить.
2 февраля Лисбон объявил иностранным дипломатам, что Монтевидео находится в осаде и блокаде. Уругвайскую столицу обороняло 3,5-4 тысячи солдат, не имевших практически никакого боевого опыта, и 40 пушек различного калибра. 16 февраля Южная армия получила в качестве подкрепления ещё один батальон из провинции Баийя, и её численность возросла до 8116 человек; милиция Сузы Нету была отделена от основных сил для преследования Муньоса и его армии. Британцев и французов, тем временем, эвакуировали в Буэнос-Айрес. За этим последовал «всеобщий исход иностранных граждан», который «заставил тех, кто остался в Монтевидео, впервые почувствовать ужас. Все согласились, что нельзя откладывать полномасштабный штурм города». Однако ни Параньос, ни его правительство не хотели рисковать разрушением Монтевидео и столкнуться с неизбежным возмущением других стран, которое последовало бы за этим.
15 февраля истёк срок пребывания Агирры на своём посту. Сенат избрал новым временно исполняющим обязанности президента Томаса Вильяльбу, по просьбе которого в Монтевидео высадились французские, итальянские и испанские войска, чтобы предотвратить попытку переворота со стороны радикальных «бланкос». Вильяльба начал переговоры с Флоресом и Параньосом; посредником выступил итальянский резидент Раффаэле Улиссе Барболани. 20 февраля Флорес и представлявший правительство Мануэль Эррера-и-Обес подписали в Вилья-де-ла-Унион перемирие, по условиям которого объявлялась амнистия как для «бланкос», так и для «колорадос», а Вильяльба передавал президентские обязанности Флоресу до проведения официальных выборов.

## Итоги и последствия

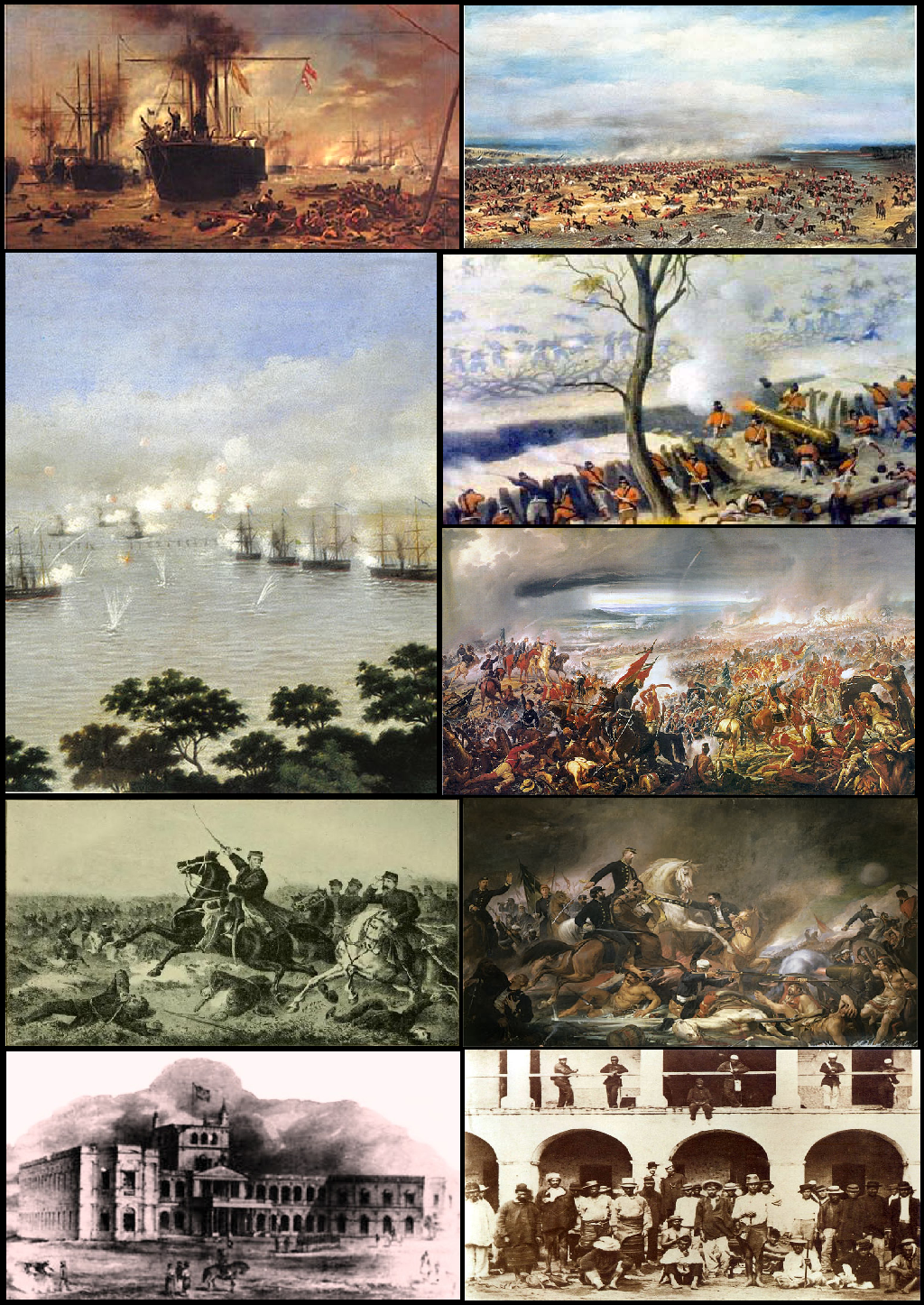
Сцены Парагвайской войны, слева направо: 1. Битва при Риачуэло (1865); 2. Битва при Туютти (1866); 3. и 4. Бомбардировка бразильского флота и парагвайских позиций в битве при Курупайти (1866); 5. Битва при Авай (1868); 6. Битва при Ломас-Валентинас (1868); 7. Битва при Акоста-Нью (1869); 8. Дворец Лопес во время оккупации Асунсьона союзниками (1869); и 9. Парагвайские военнопленные

В начале марта Флорес сформировал правительство, состоящее практически полностью из «колорадос». Новый президент устроил «чистки» армии и правительственных учреждений, чтобы избавиться от «бланкос» и фузионистов. Все офицеры и рядовые, принадлежащие к «Национальной партии», были исключены из армии. На их место Флорес поставил членов партии «Колорадо» и некоторых бразильцев, которые сопровождали его во время борьбы за власть. Он организовал публичные мероприятия, которые прославляли героизм его солдат и установил памятник «Мученикам Кинтероса». Потери же армии Флореса составили около 450 человек убитыми и ранеными. Стоимость похода осталась неизвестной. Нет и оценок числа мирных жителей, которые были убиты той или иной стороной или умерших от голода и болезней, ровно как и не подсчитан урон, нанесённый национальной экономике. Последствиям Уругвайской войны уделялось мало внимания со стороны историков, которые были вынуждены сосредоточиться на драматических разрушениях, понесённых Парагваем в ходе последующей Парагвайской войны
Новость об окончании войны, привезённая Перейрой Пинту, была с энтузиазмом встречена в Рио-де-Жанейро. Император Педру II наградил бразильских командующих дворянскими титулами. Многочисленная толпа встречала их аплодисментами. Однако вскоре общественное мнение ухудшилось когда газеты начали кампанию против кабинета, заявляя, что соглашение от 20 февраля ущемляет бразильские интересы. Вновь возведённые в сан виконты Тамандаре и Мена Баррету (ныне барон Сан-Габриэль) поддержали мирное соглашение. Император и правительство избрали в качестве козла отпущения Параньоса (принадлежавшего к оппозиционной партии), и отозвали его в столицу. Однако последующие события показали, что обвинения были беспочвенными, поскольку благодаря Параньосу Бразилия получила не только удовлетворение всех своих притязаний, но и обрела в лице нового уругвайского президента верного союзника, важного не столько своими силами, сколько отлично расположенной для будущего наступления на Парагвай территорией. Как и ожидало бразильское правительство, конфликт был недолгим и относительно лёгким, что привело к установлению дружественного правительства в Уругвае. По официальным оценкам, потери на поле боя составили 549 человек (109 убитых, 439 раненых и 1 пропавший без вести) из состава флота и армии. Количество умерших от болезней неизвестно. Историк и офицер Жозе Бернардину Борманн считает, что общие потери составили 616 человек (204 убитых, 411 раненых и 1 пропавший без вести). Война могла бы считаться выдающимся успехом Бразилии, если бы не её ужасные последствия. Вместо того чтобы продемонстрировать силу, Бразилия показала военную слабость, которой стремился воспользоваться ободренный Парагвай.
С точки зрения Аргентины результат войны был смешанным. Большинство ожиданий Бартоломе Митре оказались несостоятельными из-за исхода войны. Ему удалось привести к власти своего друга и союзника, но минимальный риск и затраты для Аргентины, которые он предполагал с самого начала, оказались иллюзорными. В результате нападение Парагвая на бразильские и аргентинские провинции привело к длительной и опустошительной Парагвайской войне.